# やったるJ
『やったるJ』（やったるジェイ）は、1999年10月20日から2000年3月8日までテレビ朝日で毎週水曜日20:00-20:54に放送されていたバラエティ番組である。

## 番組概要
ジャニーズJr.および嵐がメインのバラエティ番組。前身番組は8時だJ。放送時間は1時間である。やがてこの番組はリニューアルされ、music-entaとなった。

## 出演者
- ジャニーズJr.
- 嵐
- 陣内孝則

ほか

## 主なコーナー
- プロジェクトJ
  - 子猿飼育
- 愛の観覧車
- 嵐の歌のコーナー

## ネット局
系列は番組終了時（2000年3月）のもの。
| 放送対象地域  | 放送局           | 系列           | 備考   |
| ------------- | ---------------- | -------------- | ------ |
| 関東広域圏    | テレビ朝日       | テレビ朝日系列 | 制作局 |
| 北海道        | 北海道テレビ     | テレビ朝日系列 |        |
| 青森県        | 青森朝日放送     | テレビ朝日系列 |        |
| 岩手県        | 岩手朝日テレビ   | テレビ朝日系列 |        |
| 宮城県        | 東日本放送       | テレビ朝日系列 |        |
| 秋田県        | 秋田朝日放送     | テレビ朝日系列 |        |
| 山形県        | 山形テレビ       | テレビ朝日系列 |        |
| 福島県        | 福島放送         | テレビ朝日系列 |        |
| 新潟県        | 新潟テレビ21     | テレビ朝日系列 |        |
| 長野県        | 長野朝日放送     | テレビ朝日系列 |        |
| 静岡県        | 静岡朝日テレビ   | テレビ朝日系列 |        |
| 石川県        | 北陸朝日放送     | テレビ朝日系列 |        |
| 中京広域圏    | 名古屋テレビ     | テレビ朝日系列 |        |
| 近畿広域圏    | 朝日放送         | テレビ朝日系列 |        |
| 広島県        | 広島ホームテレビ | テレビ朝日系列 |        |
| 山口県        | 山口朝日放送     | テレビ朝日系列 |        |
| 香川県 岡山県 | 瀬戸内海放送     | テレビ朝日系列 |        |
| 愛媛県        | 愛媛朝日テレビ   | テレビ朝日系列 |        |
| 福岡県        | 九州朝日放送     | テレビ朝日系列 |        |
| 長崎県        | 長崎文化放送     | テレビ朝日系列 |        |
| 熊本県        | 熊本朝日放送     | テレビ朝日系列 |        |
| 大分県        | 大分朝日放送     | テレビ朝日系列 |        |
| 鹿児島県      | 鹿児島放送       | テレビ朝日系列 |        |
| 沖縄県        | 琉球朝日放送     | テレビ朝日系列 |        |

## 放送内容
全16回
991020　♪ARASHI
991027　Mｽﾃ初生放送舞台裏密着先輩にあいさつ＆♪ARASHI
991110　ｵﾘｺﾝ初登場ランキング発表＆♪ARASHI（スタジオ櫻井欠席）
991117　♪ARASHI（スタジオ櫻井欠席）
991124　♪ARASHI
991201　ｸｲｽﾞJrのﾏﾏ＆秘ﾌﾟﾗｲﾍﾞｰﾄ話＆♪ARASHI
991208　滝沢初監督♪ARASHIのプロモーションビデオ（スタジオ嵐欠）
000112　滝沢世界１周グルメ弾丸ﾂｱｰ
000119　Jｒみんなで育てよう子ｻﾞﾙ（山田君）育成日記（相葉二宮大野）
000126　Jｒみんなで育てよう子ｻﾞﾙ（山田君）育成日記（松櫻）
000202　ﾊﾟﾊﾟは昔Jrに似てたのにｺﾝﾃｽﾄ（スタジオ櫻井欠席）
000209　Jｒみんなで育てよう子ｻﾞﾙ（山田君）育成日記（大櫻）
000216　ﾐﾚﾆｱﾑﾍﾞﾋﾞｰを探せ！（松大）
000223　Jｒみんなで育てよう子ｻﾞﾙ（山田君）育成日記（相二）
000301　やったるJ 総集編
000308 やったるJ総集編　（滝沢初監督♪ARASHIのプロモーションビデオメイキング）

## スタッフ
- ナレーター：垂木勉、鶴ひろみ
- 構成：池田一之、そーたに、堀田延、都築浩、町田裕章、島津秀泰、石丸裕一
- TD：宮田一
- カメラ：品本幸雄、二瓶友美
- 映像：岡田太郎
- 音声：廣瀬雄一
- 音響：石渡洋志
- 照明：小島裕行、櫻井篤
- 技術アシスト：徳山訓章
- 美術：北原國彦
- デザイン：石井哲也
- 美術進行：金原典代
- 大道具：五味啓嗣
- 装置：藤崎百合馬
- 電飾：笠井信一
- 衣装：樋口唄平
- メイク：中山牧子
- 編集：細川孝幸、辻泰治
- MA：岡崎博之
- 音効：小沼圭、古川貴彦
- TK：中里優子
- 振り付け：SANCHE
- 広報：粟井淳
- リサーチ：高橋雄三、鈴木智之
- 制作協力：ゼロクリエイト
- 協力：ジャニーズ事務所
- ディレクター：小林賢一、神崎啓太郎、岡村勝久、田中克祥、小田隆一郎・山本たかお
- チーフディレクター：中村雪浩
- プロデューサー：平城隆司
- チーフプロデューサー：三倉文宏
- 制作著作：テレビ朝日

| テレビ朝日系 水曜20時枠及びジャニーズのバラエティ番組 | テレビ朝日系 水曜20時枠及びジャニーズのバラエティ番組 | テレビ朝日系 水曜20時枠及びジャニーズのバラエティ番組 |
| 前番組                                                | 番組名                                                | 次番組                                                |
| ----------------------------------------------------- | ----------------------------------------------------- | ----------------------------------------------------- |
| 8時だJ                                                | やったるJ                                             | music-enta                                            |